# Nagagami River
Der Nagagami River ist ein 179 km langer rechter Nebenfluss des Kenogami River in der kanadischen Provinz Ontario.

## Flusslauf
Der Nagagami River hat seinen Ursprung im See Nagagami Lake. Er verlässt diesen an dessen Nordostufer. Er fließt in nordnordöstlicher Richtung durch den Kanadischen Schild. Der Ontario Highway 11 kreuzt den Fluss bei Flusskilometer 103, 9 km oberhalb der Einmündung des Shekak River von rechts. Der Nagagami River setzt seinen Lauf nun nach Norden fort. Er nimmt noch die Nebenflüsse Pitopiko River bei Flusskilometer 60 von links, Pisikaniwi River bei Flusskilometer 48 von rechts sowie Otasawian River bei Flusskilometer 34 von links auf. Im Unterlauf strömt der Nagagami River parallel zum etwa 2 km weiter östlich fließenden Kabinakagami River und mündet schließlich in den Kenogami River. 8 km oberhalb der Highway-Brücke über den Nagagami River befinden sich die Stromschnellen Jackpine Rapids (⊙).

## Schutzstatus
Der Flusslauf des Nagagami River liegt weitgehend innerhalb des Nagagamisis Provincial Parks. Die oberen 6 Kilometer befinden sich in der Nagagami Lake Provincial Nature Reserve. Die untersten 6,3 Kilometer des Flusses sind ohne Schutzstatus. Der Provinzpark umfasst zusätzlich noch den Unterlauf des Foch River, ein Quellfluss des Nagagami River.

## Hydrometrie
Unterhalb der Straßenbrücke des Ontario Highway 11 befindet sich bei Flusskilometer 103 der Abflusspegel 04JC002 (⊙). Der gemessene mittlere Abfluss (MQ) an dieser Stelle beträgt 24,3 m³/s (1950–2021). Das zugehörige Einzugsgebiet hat eine Fläche von 2180 km².
Im folgenden Schaubild werden die mittleren monatlichen Abflüsse des Nagagami River für die Messperiode 1950–2021 in m³/s dargestellt.